# John Sykes
John Sykes   (Reading, 29 de juliol de 1959 - gener 2025) va ser un guitarrista anglès de rock, que va tocar amb Streetfighter, Tygers of Pan Tang, Badlands John Sloman, Thin Lizzy, Whitesnake i Blue Murder, a més de tenir una notable carrera com a solista. Sykes es va unir Tygers of Pan Tang el 1980, i va tocar la guitarra als àlbums Spellbound (1981) i Crazy Nights (1982).

## Biografia
A l'edat de 23 anys, Phil Lynott va preguntar a Sykes per unir-se a Thin Lizzy, omplint l'espai deixat per l'anterior guitarrista Snowy White. Va participar en la gravació de l'àlbum Thunder and Lightning, i va aportar la cançó «Cold Sweat».
Sykes va estar de gira amb la banda fins a la tardor de 1983 per a presentar Thunder and Lighting. Després de la gira, Thin Lizzy es va dissoldre. David Coverdale va contractar Sykes per unir-se a Whitesnake després de la publicació de Slide It In el 1984. Va estar de gira en suport de l'àlbum, que va culminar al Rock in Rio de 1985. Sykes va coescriure la majoria de les cançons de l'àlbum homònim de 1987 amb David Coverdale, i va gravar-ne la guitarra. Al final de les sessions de 1987, Coverdale va dissoldre la banda, i va portar a Adrian Vandenberg per a gravar el solo de «Here I Go Again». Aquest àlbum va ser un èxit com la majoria dels àlbums de Whitesnake, aconseguint el segon lloc  a la Billboard 200, i es van vendre més de vuit milions de còpies als Estats Units d'Amèrica. L'àlbum contenia els senzills «Still of the Night», «Is This Love», «Give Me All Your Love» i «Here I Go Again».
El 1996, es va rejuntar Thin Lizzy amb Scott Gorham, Brian Downey, i Darren Wharton. Sykes, va assumir el paper de guitarrista, i va encarregar-se de la veu principal a causa de la mort de Phil Lynott anys anteriors.
El 7 de juliol de 2009, Sykes es va separar de Thin Lizzy, afirmant que «sento que és hora de tornar a tocar la meva pròpia música».